# 元亨燃氣
元亨燃氣控股有限公司（英語：Yuan Heng Gas Holdings Limited），簡稱元亨燃氣控股，以及元亨燃氣，在2007年，由王建清（主席），於廣州（總部）成立「廣州元亨能源有限公司」。
業務在國內經營上游天然氣生産基地、發展專業能源物流配送等。

## 毅力工業
毅力電子有限公司，在1976年，由林文燦博士，於香港成立。主要經營電子貿易產品。股份在1992年9月25日於港交所主板上市，前身為「毅力工業集團有限公司」。

## 連結
- yuanhenggas.com （页面存档备份，存于）